# Çubuklu, Özalp
Çubuklu là một xã thuộc thành phố Özalp, tỉnh Van, Thổ Nhĩ Kỳ. Dân số thời điểm năm 2011 là 3.438 người.